# Lissomyema exilii
Lissomyema exilii är en djurart som tillhör fylumet skedmaskar, och som först beskrevs av Müller, F. in Lampert, K. 1883.  Lissomyema exilii ingår i släktet Lissomyema och familjen Echiuridae. Inga underarter finns listade i Catalogue of Life.